# Rio Blezniac
O Rio Blezniac é um rio da Romênia afluente do Rio Lindina, localizado no distrito de Caraş-Severin.